# Tigan
Tigan est une localité située dans le département de Kayan de la province du Kénédougou dans la région des Hauts-Bassins au Burkina Faso.

## Santé et éducation
Tigan accueille un centre de santé et de promotion sociale (CSPS).
Le village ne possède pas d'école primaire publique.